# Forest Meadows
Forest Meadows és una concentració de població designada pel cens dels Estats Units a l'estat de Califòrnia. Segons el cens del 2000 tenia 1.197 habitants.

## Demografia
Segons el cens del 2000, Forest Meadows tenia 1.197 habitants, 531 habitatges, i 398 famílies. La densitat de població era de 81,7 habitants/km².
Dels 531 habitatges en un 21,1% hi vivien nens de menys de 18 anys, en un 68,9% hi vivien parelles casades, en un 4,9% dones solteres, i en un 24,9% no eren unitats familiars. En el 21,5% dels habitatges hi vivien persones soles el 9,8% de les quals corresponia a persones de 65 anys o més que vivien soles. El nombre mitjà de persones vivint en cada habitatge era de 2,25 i el nombre mitjà de persones que vivien en cada família era de 2,58.
Per edats la població es repartia de la següent manera: un 18,1% tenia menys de 18 anys, un 2,8% entre 18 i 24, un 15,8% entre 25 i 44, un 36,4% de 45 a 60 i un 26,8% 65 anys o més.
L'edat mediana era de 54 anys. Per cada 100 dones de 18 o més anys hi havia 90,3 homes.
La renda mediana per habitatge era de 51.318 $ i la renda mediana per família de 72.083 $. Els homes tenien una renda mediana de 47.500 $ mentre que les dones 31.406 $. La renda per capita de la població era de 26.929 $. Entorn del 7% de les famílies i el 7,9% de la població estaven per davall del llindar de pobresa.

## Poblacions més properes
El següent diagrama mostra les poblacions més properes.